# Pericallia zerah
Pericallia zerah är en fjärilsart som beskrevs av Stoll 1782. Pericallia zerah ingår i släktet Pericallia och familjen björnspinnare. Inga underarter finns listade i Catalogue of Life.